# 가도정
가도정(鹿渡町)은 아키타현 야마모토군에 설치되었던 정이다. 현재 미타네정 남서부에 해당한다.

## 역사
- 1889년 4월 1일 - 정촌제 시행에 의해 3촌의 구역으로 성립하였다.
- 1932년 1월 1일 - 정으로 승격해 가도촌이 되었다.
- 1955년 4월 1일 - 가미이카와촌과 합병해 고토오카정이 성립하였다. 동일 가도정이 폐지되었다.

## 교통

### 철도
- 일본국유철도 오우 본선

### 도로
- 국도 7호선

현재는 코토오카 노시로 도로의 하치로호 서비스 에어리어, 코토오카 모리타케 인터체인지가 소재하지만, 당시는 미개업.